# Molnár Károly (tanár)
Molnár Károly (Felsőtorja, 1849. január 23. – Székelyudvarhely, 1918. január 3.) főreáliskolai tanár.

## Életútja
Érettségi vizsgát tett Székelyudvarhelyt 1869-ben a református kollégiumban, azután egy évi jogi tanfolyamot hallgatott ugyanott és három évi bölcseletit Budapesten, mialatt a tanárképző rendes tagja volt. 1874. február 18-án kinevezték a Magyar Nemzeti Múzeumhoz ásványtári segéddé, szeptember 28-án pedig a székelyudvarhelyi főreáliskolához helyettes tanárrá. 1875-ben tanári oklevelet szerzett a természetrajzból és ugyanott 1898. június 2-án a református főgimnáziumban a latin és görög nyelv rendes tanára lett. A természetrajzi szertár őre, a református iskolaszék alelnöke, Udvarhely megye törvényhatósági bizottságának tagja, a casino könyvtárnoka, az udvarhelyi megyei tatarékpénztár igazgatóságának és a népnevelési egylet választmányának tagja volt. Élénk tevékenységet fejtett ki mint a casino-egylet titkára; több évig az Emke Udvarhely megyei és városi választmányának pénztárnoka, 42 évig a Királyi Magyar Természettudományi Társulat tagja volt.
Cikkei a Földtani Közlönyben (1874. Új ásványok a bánságból); a székelyudvarhelyi főreáliskola Értesítőjében (1875. A főreáliskola előkészítő osztálya, 1876. Tusnád, a szent Anna tó és a torjai kénbarlang, 1892. Iskolai kirándulás a Hargitára, 1891. Észrevételek a reáliskolai természetrajzi tanítás alsófokához írt tankönyvekről); a Magyar Tanügyben (1876. A hospitálásról, Módszeres ásványtanok és azok módszeres kezelése); a magyarországi Kárpát-egylet Évkönyvében (1880. A székelyekről, németül is ugyanott); a Székely-Udvarhelynek is munkatársa volt.

## Munkája
- Udvarhelymegyei útikalauz. Székelyudvarhely, 1885. (Vajda Emillel együtt. Különnyomat a Székelyudvarhelyi főreáliskola Értesítőjéből.).